# Höhere Bildung
Als  höhere Bildung  bezeichnet man die schulische Ausbildung, die über das Erfüllen der Schulpflicht hinausgeht und in einer höheren Schule erfolgt.

## Geschichte
Der Begriff „Höhere Schule“ bezeichnete früher die Gymnasien und Lyzeen der Knaben, die so genannten höheren Knabenschulen, und die höheren Töchterschulen (Mädchenschulen), die etwa ab Beginn des 19. Jahrhunderts eingerichtet wurden. Entsprechend war eine höhere Lehranstalt im Deutschen Reich eine Lehranstalt, die höhere Bildung vermittelt. Sinngemäß wurde der Begriff auch in anderen deutschsprachigen Länder verwendet. Gegenwärtig bezeichnet er einige Typen  berufsbildender Schulen   im Bildungssystem in Österreich. Eine höhere Privatschule war eine höhere Schule, die als Privatschule geführt wurde. Die dortige Ausbildung sollte die Schüler für „höhere“ gesellschaftliche und berufliche Stellungen vorbereiten. Heute wird der Ausdruck, obschon noch regional etabliert, aus Sicht der Chancengleichheit kritisch betrachtet: Abgesetzt wurde der Begriff gegen mittlere Bildung (Berufsbildung mit Lehrabschluss), der niederen Bildung (Volksschulabschluss) und ungebildet (kein schulischer Abschluss).

## Deutschsprachiger Raum
Die höhere Bildung umfasst die Sekundarstufe II (Deutschland, Schweiz) beziehungsweise Sekundarbildung Oberstufe (Österreich), die tertiäre Bildung sowie die postsekundären Bildung, also zusammen die Level 3–5 der ISCED-Klassifikation der UNESCO außer der beruflichen Schulbildung im Rahmen der dualen Berufsbildung (Level 3B).
Im internationalen Sprachgebrauch bedeutet englisch Higher education speziell den Erwerb der Studienberechtigung und anschließendes Studium. Vermittelt wird die höhere Bildung in allgemeinbildenden und berufsbildenden höheren Schulen, Hochschulen und Universitäten sowie in der beruflichen und berufsbegleitenden Weiterbildung.

## Litauen
Die höhere Bildung erfolgte in Litauen in der sog. höheren Schule (lit. aukštesnioji mokykla). Sie entstanden in Sowjetlitauen aus den ehemaligen Technikumen und anderen Schulen der weiteren Bildung. Die Schüler wurden zur höheren Schule nach dem Hauptschulabschluss (neun oder zehn Klassen) oder Abitur aufgenommen. Nach der Bildung von drei bis fünf Jahren konnte man mit der bestandenen Diplom-Prüfung das Berufsdiplom erwerben. Nach dem Abschluss durften die Absolventen mit bestimmten Fachpräferenzen an der Hochschule weiter studieren. Die Bildung wurde je nach dem Studiengang angerechnet und das Hochschulstudium verkürzte man eins bis zwei Studienjahre (zwei bis vier Semester). Nach der Wiedererlangung der Unabhängigkeit wurden die höheren Schulen zu eigenständigen Hochschulen (≈Kolleg#Litauen; lit. Kolegija) oder nach der Reorganisation und dem Zusammenschluss zu Fakultäten eines Kollegs.